# Capoliveri
Capoliveri – miejscowość i gmina we Włoszech, w regionie Toskania, w prowincji Livorno.
Według danych na rok 2004 gminę zamieszkiwało 3108 osób, 81,8 os./km².

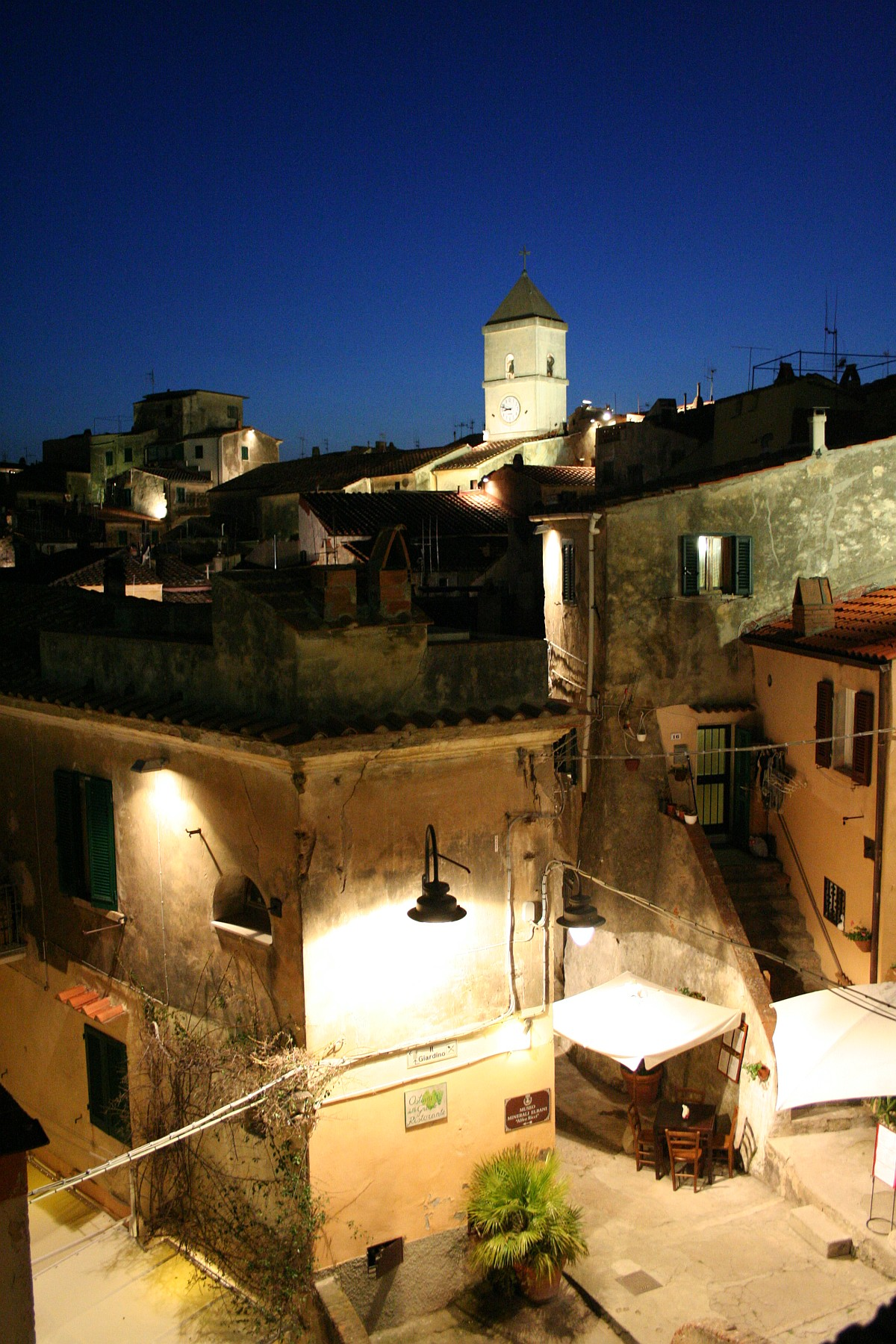